# Marcia (madre di Traiano)
Marcia (in latino Marcia; 34 ca. – pre 100) è stata una nobildonna romana.

## Origini familiari
Marcia era figlia del senatore Quinto Marcio Barea Sura, un amico dell'imperatore Vespasiano, a sua volta figlio di Quinto Marcio Barea, console suffetto nel 26. Suo zio era Quinto Marcio Barea Sorano, console suffetto nel 52 e proconsole d'Asia. Marcia era sorella di Marcia Furnilla, seconda moglie dell'imperatore Tito, e cugina di Marcia Servilia Sorana. Secondo alcuni anche Marcia Furnilla, che abbiamo detto essere la sorella di Marcia, potrebbe essere in realtà sua cugina.

## Biografia
Poco si sa della sua vita e il suo nome non è direttamente presente nelle fonti, ma viene ricavato dal fatto che sua figlia Ulpia ebbe in soprannome di "Marciana" e che Traiano, suo figlio, possedeva dei terreni chiamati "Figlinae Marcianae", nella zona di Ameria. Sposò il senatore Marco Ulpio Traiano, un nobile originario della Hispania, e da lui ebbe una figlia, Ulpia Marciana, Augusta dell'impero romano, e un figlio suo omonimo, Marco Ulpio Traiano, imperatore dal 98 al 117.